# Аль-Мунзир Імад ад-Даула
Аль-Мунзир Імад ад-Даула (араб. المنذر بن هود; д/н — 1090) — емір Тортоської, Леридської і Денійської тайф в 1081—1090 роках.

## Життєпис
Походив з династії Худидів. Молодший син Ахмада I, еміра Сарагоської тайфи. Після смерті останнього у 1081 року отримав тайфи Тортоси, Денії та Лериди. З самого початку стикнувся з намагання брата Юсуфа аль-Мутаміна відновити єдність батьківських володінь. Для протистояння тому уклав союзи з Санчо I, королем Арагону, Беренгер-Рамоном II, графом Барселони, Вільгельмом I рамон, графом Сердані. Але того ж року в битві біля Альменарі барселоно-леридське військо зазнало поразки від сарагоського еміра Юсуфа.
У 1083 році аль-Мунзир успішно діяв спільно з королем Санчо I Арагонським. Але 1084 року їх війська зазнали поразки у битві біля Морелья від Сіда Кампеадора.
1087 року аль-Мунзир вирішив скористатися наступом Альморавідів та невдачами Альфонсо VI, імператора всієї Іспанії. Для початку здійснив напад на Валенсію, проте був відбитий Сідом Кампеадором. Тоді союзники захопили фортецю Мурвіедро, потім завдали поразки військам аль-Кадіра, еміра Валенсії, у битві при Шатіва, після чого знову було взято в облогу Валенсію. Втім внаслідок атаки еміра Сарагоси на володіння аль-Мунзира вимушені були зняти облогу. 1088 року було здійснено нову спробу захопити Валенсію, але також марно.
У 1089 року арагонське військо атакувало володіння аль-Мунзира, захопивши місто Монсон. Невдовзі Сід Кампеадор захопив Денію. 1090 року спільно з графом Барселону знову виступив проти Сіда Кампеадора, що став фактичним правителем Валенсії, але зазнав поразки у битві при Пінар-де-Тевар. Невдовзі за угодою повернув Денію, за якою визнав васалітет від Барселонського гарфства. Того ж року аль-мунзир помер. Трон Лериди і Тортоси успадкував син Сулейман Саїд ад-Даула, а родич Мубашир став еміром Денії і Шатіви.